# Calétor
Dans la mythologie grecque, Calétor (en grec ancien Καλέτωρ / Kalétôr), fils de Clytios, et donc neveu de Priam, est un guerrier troyen de la guerre de Troie.
Au chant XV de l'Iliade, il meurt sous la lance d'Ajax le Grand, qu'il reçoit dans la poitrine.